# Jaroslav Böhm
Jaroslav Böhm (Holešov, 1901. március 8. – Prága, 1962. december 6.) cseh akadémikus, egyetemi docens és régész. A Csehszlovák Régészeti Intézet igazgatója, ezáltal a cseh és morva régészet háború utáni kiemelkedő szervező főmunkatársa. 1953-tól a Památky archeologické főszerkesztője.

## Élete
A felsőfokú tanulmányait a Károly Egyetem régész szakán végezte 1924-ben. 1923-tól haláláig az állami Régészeti Intézet munkatársa, 1939-től igazgatója volt. A Csehszlovák Akadémia egyik alapítója és a kezdeti időszakban másod-igazgatóhelyettese volt. 1946-ban megszerezte docensi fokozatát, ezzel párhuzamosan Olomoucban is oktatni kezdett. Már 1936-1937-ben megkezdte a bronz és hallstatt kor szisztematikus kutatását Csehszlovákiában.
Ásatásokat végzett többek között a Domica-barlangban (1933-1934 neolitikum), Prága-Střešovicén, Kustánfalván (1929-1931 hallstatt), Kobyly hamvasztásos temetőjében (1931-1932), Staré Hradisko kelta oppidum területén (1934-1937 latén), Staré Městoban (1928) és Libušínban (1929 és 1949-1951 középkor).

## Válogatás műveiből
- 1936 Skythové na Podkarpatské Rusi 1. Mohylové pohřebiště v Kuštanovicích (tsz. J. M. Jankovich)
- 1937 Základy hallstattské periody v Čechách
- 1941 Kronika objeveného věku
- 1946 Naše nejstarší města

## Elismerései
- 1962-ben a Nemzetközi Ős- és Koratörténeti Tudományok Uniójának elnökévé választották.

## Külső hivatkozások
- Jaroslav Böhm, 100 let od narození, Akademický Bulletin 2001 feb.[halott link]